# Calabritto
Calabritto är en ort och kommun i provinsen Avellino i regionen Kampanien i Italien. Kommunen hade 2 317 invånare (2017).